# 穆尼鎮區 (阿肯色州菲利普斯縣)
穆尼鎮區（英語：Mooney Township）是位於美國阿肯色州菲利普斯縣的一個行政鎮區。

## 地方資料
穆尼鎮區的面積為298.00平方千米，當中陸地面積為272.55平方千米，而水域面積為25.45平方千米。根據2010年美國人口普查的數據，當地共有人口179人，而人口密度為每平方千米0.6人。